# صفية بن قدوج
صفية بن قدوج (مواليد 31 يناير 1986) هي لاعبة كرة قدم سابقة لعبت كلاعبة خط وسط. ولدت في فرنسا، وشاركت في ثلاث مباريات مع منتخب الجزائر للسيدات.

## المسيرة الكروية
لعبت مع نادي آر سي سانت إتيان، أيه سي سانت إتيان، لو بوي فوت 43 أوفيرني وسانت إتيان في فرنسا.

## المسيرة الدولية
شاركت مع منتخب الجزائر على مستوى الكبار خلال بطولة أفريقيا للسيدات 2010.